# E576
E576 eller Europaväg 576 är en 60 km lång europaväg som går från Cluj Napoca till Dej i Rumänien. 

## Sträckning
Cluj Napoca - Dej
Fram till 2001 gick E576 vidare från Dej till Suceava. Denna sträcka ströks 2001-2002 eftersom E58 hade förlängts österut och går nu där.

## Standard
Vägen är landsväg hela sträckan. 

## Anslutningar till andra europavägar
- E60
- E81
- E58